# Mandy Sellars
Mandy Sellars (Lancashire, 20 de Fevereiro de 1975), ou "A Mulher das Pernas Gigantes", é uma britânica com uma rara doença, que muitos médicos acreditam ser Síndrome de Proteus.

## Biografia
Mandy sofre desde pequena com uma doença rara que afeta suas pernas, fazendo-as crescerem de forma anormal.
Em 2008, ela foi tema de um documentário chamado "A Mulher das Pernas Gigantes" (original: The Woman with Giant Legs).
Foi diagnosticada, a príncipio, com a doença septicemia. Assim, os médicos decidiram amputar sua perna, para que a doença não se espalhasse.
Em 2010, ela amputou sua perna esquerda. Porém, mesmo com a operação, a perna não parou de crescer. Este fato tem instigado médicos e pesquisadores do mundo todo. Diante isso, muitos defendem que ela possa sofrer da chamada Síndrome de Proteus. Contudo, alguns acreditam tratar-se de um caso ainda não registrado na medicina.

## Documentários
Mandy já foi tema de 2 documentários para a TV:
- Losing One of My Giant Legs - 2010
- The Woman with Giant Legs - 2008